# Kobeliarovo
Kobeliarovo (bis 1927 slowakisch „Kobelárová“ oder „Kobeljarovo“; deutsch Schwarzseifen, ungarisch Kisfeketepatak – bis 1907 Feketepatak) ist eine Gemeinde im Osten der Slowakei, mit 509 Einwohnern (Stand 31. Dezember 2024), die zum Okres Rožňava, einem Kreis des Košický kraj gehört.

## Geographie
Die Gemeinde liegt im Ostteil des Slowakischen Erzgebirges im Tal des Kobeliarovský potok. Das Ortszentrum befindet sich auf einer Höhe von 461 m n.m. und ist 18 Kilometer nordwestlich von Rožňava gelegen.

## Geschichte
Kobeliarovo wurde zum ersten Mal 1466 als Fekethepathak schriftlich erwähnt. Es gehörte zuerst dem Geschlecht Bebek von Štítnik, seit dem 17. Jahrhundert Andrássy. 1828 sind 54 Häuser und 436 Einwohner verzeichnet, die sich überwiegend mit Landwirtschaft und Leinenweberei beschäftigten.

## Bevölkerung
| Jahr                | 1994 | 2004    | 2014    | 2024     |
| ------------------- | ---- | ------- | ------- | -------- |
| Anzahl der Personen | 421  | 433     | 457     | 509      |
| Unterschied         |      | +2,85 % | +5,54 % | +11,37 % |

| Jahr                | 2023 | 2024    |
| ------------------- | ---- | ------- |
| Anzahl der Personen | 498  | 509     |
| Unterschied         |      | +2,20 % |

Ergebnisse nach der Volkszählung 2001 (423 Einwohner):
| Nach Ethnie: - 93,38 % Slowaken - 1,65 % Ungarn - 1,18 % Roma - 0,71 % Tschechen | Nach Religion: - 76,50 % evangelisch - 13,00 % konfessionslos - 5,67 % römisch-katholisch - 3,78 % keine Angabe |

## Bauwerke
- evangelische Kirche im frühgotischen Stil aus dem 12./13. Jahrhundert, 1664 umgebaut

## Persönlichkeiten
- Pavel Jozef Šafárik (1795–1861), slowakischer Wissenschaftler und Dichter